# Fals (håndværk)
 For alternative betydninger, se Fals. (Se også artikler, som begynder med Fals)
En fals er inden for træhåndværket et retvinklet indsnit langs
kanten af et træstykke, som tjener til anslag
for et andet stykke træ, der skal nedlægges
deri, således fals i dørkarmen, i vindueskarmen,
i spejl- eller skilderirammen.
Manuel falsning udføres bedst
ved en falshøvl, en simshøvl med
to anslag, det ene for at opnå den rette dybde,
det andet for at opnå den rette bredde for falsen.
Samling med "not og fer".
En retvinklet rende på et træstykke, der
kan opfattes som to mod hinanden stillede false,
og som anvendes for eksempel til at samle
skuffebunde til siderne med, kaldes samling med "not og fer".
- Et stykke træ med fals
- Falshøvl
- Simshøvl
- Not og fer (t.h.)

Lukkemekanismer
Fals kaldes også det lukke, det vil sige lukkemekanismen på sædvanlige æsker
og dåser, hvor låget griber uden om den nederste del.
Blikkenslagerarbejde
Inden for blikkenslagerfaget betegner
fals en opbøjning langs randen af en plade,
hvormed den samles til sin nabo. Man har liggende
og stående, enkelte og dobbelte false.
Ved metaltage har samling ved fals den fordel over for
samling ved lodning, at taget under
temperaturforandringer kan bevæge sig lidt i samlingerne og
derfor er mindre tilbøjeligt til at kaste sig og
blive utæt.